# Pascoal Carlos Magno
Pascoal Carlos Magno (Rio de Janeiro, 1906 – Rio de Janeiro, 24 maggio 1980) è stato un attore teatrale, drammaturgo e regista teatrale brasiliano.

## Biografia
Figlio degli immigrati italiani Nicola Carlomagno e Filomena Campanella, iniziò la sua carriera teatrale come attore nel 1926. Nel 1929 si laureò in giurisprudenza e avviò una raccolta fondi per l'istituzione della Casa do Estudante do Brasil (TEB), che aprì nel 1937. Nel 1930 ricevette un premio dall'Academia Brasileira de Letras per la sua opera teatrale Pierrot.
Nel 1946 il suo lavoro Tomorrow Will Be Different venne messo in scena a Londra e in altre città europee, riscuotendo un notevole successo di critica. Tramite la TEB, nel 1948 mise in scena l'Amleto di William Shakespeare, in cui ebbe modo di rivelarsi il talentuoso attore Sérgio Cardoso. Nel 1949 creò un Festival shakespeariano a Rio de Janeiro, dove vennero messe in scena opere teatrali come Romeo e Giulietta, Macbeth e Sogno di una notte di mezza estate.
Nel 1952, oltre a realizzare una lunga tournée con la TEB nel nord del Brasile, inaugurò il Teatro Duse (oggi Teatro Duse - Casa Pascoal Carlos Magno)  a Santa Teresa. 
Il presidente Juscelino Kubitschek lo nominò "agitatore culturale ufficiale", affidandogli il compito di rivitalizzare la cultura e ricercare talenti artistici in ogni angolo del Paese. Pascoal Carlos Magno organizzò a Recife il primo Festival Nazionale del Teatro Studentesco, che riunì più di 800 giovani attori in sei edizioni.
Nel 1962 venne nominato segretario generale del Consiglio Nazionale della Cultura. Organizzò la Caravana da Cultura, con 256 giovani che presentarono spettacoli di teatro, danza e musica attraversando gli stati di Rio de Janeiro, Minas Gerais, Bahia, Sergipe e Alagoas.
In seguito al colpo di stato militare del 1964 dovette abbandonare ogni incarico.

## Omaggi
- Il 5 aprile 1982, in suo onore, venne inaugurato nella città di Novo Hamburgo il Teatro Pascoal Carlos Magno.